# The Tragedy That Lived
The Tragedy That Lived è un cortometraggio muto del 1914 scritto e diretto da Colin Campbell

## Produzione
Il film fu prodotto dalla Selig Polyscope Company.

## Distribuzione
Distribuito dalla General Film Company, il film - un cortometraggio in una bobina - uscì nelle sale cinematografiche statunitensi il 24 ottobre 1914.